# If I Never See Your Face Again
If I Never See Your Face Again (pl. Jeśli nigdy więcej nie zobaczę twojej twarzy) – czwarty singel z drugiego albumu Maroon 5 It Won't Be Soon Before Long. Piosenka została nagrana ponownie z ekstra-wersetami zaśpiewanymi przez Rihannę, piosenka znalazła się także na jej albumie „Good Girl Gone Bad: Reloaded”. Piosenka wydana w amerykańskim radiu 13 maja 2008 roku.

## Teledysk
Teledysk nagrany został z udziałem Rihanny. Jego reżyserem jest Anthony Mandler, sceny miały miejsce między innymi w czerwonej sali i zielonej z wielkim stołem.

## Pozycje na listach
„If I Never See Your Face Again” zajęło następujące miejsca na listach przebojów:
| Listy (2008)                                  | Najwyższa pozycja |
| --------------------------------------------- | ----------------- |
| Australia (ARIA)                              | 11                |
| Austria (Ö3 Austria Top 40)                   | 54                |
| Bułgaria (Singles Top 40)                     | 3                 |
| Dania (Tracklisten)                           | 31                |
| (European Hot 100 Singles)                    | 59                |
| Holandia (Dutch Top 40)                       | 11                |
| Irlandia (IRMA)                               | 16                |
| Japonia (Japan Hot 100)                       | 97                |
| Kanada (Canadian Hot 100)                     | 12                |
| Nowa Zelandia (RIANZ)                         | 21                |
| Stany Zjednoczone (Billboard Hot 100)         | 51                |
| Świat (World Singles Top 40)                  | 27                |
| Szwajcaria (Media Control AG)                 | 52                |
| Wielka Brytania (The Official Charts Company) | 28                |
| Włochy (FIMI)                                 | 15                |